# Gardegan-et-Tourtirac
Gardegan-et-Tourtirac is een gemeente in het Franse departement Gironde (regio Nouvelle-Aquitaine) en telt 313 inwoners (2005). De plaats maakt deel uit van het arrondissement Libourne.

## Geografie
De oppervlakte van Gardegan-et-Tourtirac bedraagt 9,5 km², de bevolkingsdichtheid is 32,9 inwoners per km².
De onderstaande kaart toont de ligging van Gardegan-et-Tourtirac met de belangrijkste infrastructuur en aangrenzende gemeenten.

## Demografie
Onderstaande figuur toont het verloop van het inwonertal (bron: INSEE-tellingen).